# 万耀煌
万 耀煌（ばん ようこう、繁体字: 萬耀煌; 簡体字: 万耀煌; 拼音: Wàn Yàohuáng; ウェード式: Wan Yao-huang、1891年3月13日（清光緒17年2月初4日） - 1977年（民国66年）1月31日）は、中華民国（台湾）の軍人。湖北軍（鄂軍）出身で、後に国民革命軍に属して北伐や反蔣介石派討伐等で活躍した。日中戦争期には軍事教育分野で活動している。旧名は奇。字は武樵。晩号は硯山老人。

## 事跡

### 清末民初の活動
清末に両湖師範附属高等小学を卒業後、陸軍第21混成協第41標所属の軍人となる。続いて湖北陸軍特別小学、武昌陸軍第三中学と進学し、何応欽・谷正倫らと同期になった。1911年（宣統3年）10月、武昌起義（辛亥革命）が勃発すると、万は革命派として上海に向かい、滬軍都督府督練処処長に任ぜられる。まもなく湖北に戻り、湖北軍政府作戦参謀兼戦時総司令部督戦参謀として、漢陽防衛戦に参加した。
中華民国成立前後に居正の紹介で中国同盟会に加入し、後に国民党に加入し、1912年（民国元年）秋に保定陸軍軍官学校歩兵科第1期に入学し、1914年（民国3年）11月に卒業した。その後、陸軍大学正則班第5期に進学し、1919年（民国8年）12月に卒業している。湖北省に戻った後の1921年（民国10年）春、蔣作賓・李書城らの「湖北自治運動」に参加し、湖北督軍王占元追放に尽力した。その後、万耀煌は第21混成旅旅長夏斗寅配下となり、同旅参謀長に任ぜられて湖南省瀏陽県に駐屯している。

### 国民革命軍での昇進
1926年（民国15年）、万耀煌は夏斗寅の命を受けて広東省で蔣介石に対面、夏の易幟について話し合った。そして夏の第21混成旅は易幟して国民革命軍鄂軍第1師となり、まもなく独立第14師と改編、万は副師長兼参謀長に任ぜられている。以後、夏に従って北伐に従軍した。翌1927年（民国16年）4月、夏が反共クーデターを起こして葉挺に敗北、安徽省安慶に逃れて新編第10軍に再編されると、万は同軍第1師師長となった。同年9月、新編第10軍が第27軍に改組されると、第1師は第65師に改められ、引き続き万が師長を務めている。北伐後も夏の配下として反蔣軍と戦闘を交えた。
1931年（民国20年）1月、万耀煌は陸軍第13師師長に任ぜられ、夏斗寅の指揮下で紅軍（中国共産党）討伐に従事したが、このときは大敗を喫した。1933年（民国22年）、第13師を率いて江西省に移り、撫州警備司令兼第8縦隊副指揮官として引き続き紅軍討伐に従軍している。1935年（民国24年）4月、陸軍中将銜を授与され、10月には第25軍軍長兼第5縦隊司令、第2綏靖区指揮官に昇進した。翌年冬、西安事件が勃発すると、蔣介石に随従していた万も張学良らによって一時拘禁されている。
1937年（民国28年）、日中戦争（抗日戦争）が勃発すると、万耀煌は上海防衛戦（第二次上海事変）に参戦した。翌年3月、軍事委員会将官研究班主任兼軍官訓練団教育長に任ぜられる。さらに第15軍団軍団長兼武漢衛戍副総司令として武漢防衛戦（日本側呼称：武漢作戦）に当たったが敗北した。1939年（民国28年）1月、貴州省遵義で陸軍大学教育長に就任し、後に同大学を重慶に移転させている。1942年（民国31年）6月、成都で中央陸軍軍官学校教育長に就任した。1945年（民国34年）6月、中国国民党第6期中央監察委員に選出されている。

### 晩年
1946年（民国35年）4月、万耀煌は王東原の後任として湖北省政府主席に任命される。翌月には同省保安司令と軍管区司令も兼ねた。1948年（民国37年）4月、省政府主席から退き、南京中央訓練団教育長に就任している。国共内戦で国民党の敗北が定まると、万は台湾に逃れた。1949年（民国38年）10月、革命実践研究院院務委員兼主任に任ぜられ、さらに国民党中央改造委員会幹部訓練委員会主任委員も兼ねている。1953年（民国42年）、病気により辞職し、総統府国策顧問に転じた。なお国民党では第7期から第10期まで中央評議委員に選出されている。
1977年（民国66年）1月31日、病没。享年87（満85歳）。